# Editorial Petròpolis
Editorial Petròpolis és una microeditorial cibernètica creada a l'agost de 2009 per Jaume Llambrich. La seva activitat se centra a publicar llibres que es puguin descarregar lliurement des de la xarxa, tot i que també els ofereixen en format paper.